# Supertaça da AF Braga
A Supertaça da AF Braga é uma competição de futebol organizada pela Associação de Futebol de Braga e disputada entre os vencedores da Divisão Pró-Nacional da AF Braga e os vencedores da Taça da AF Braga desde a época 2013–14. A 1ª edição foi disputada entre o vencedor da Divisão de Honra da AF Braga e o vencedor da Taça.

## Edições
| Época     | Campeão Distrital                                    | Res.                                                 | Vencedor da Taça                                     | Local                                                    |
| --------- | ---------------------------------------------------- | ---------------------------------------------------- | ---------------------------------------------------- | -------------------------------------------------------- |
| 2013      | Ninense                                              | 0–0 (3–4 gp)                                         | Vieira                                               | Estádio do Vizela, Vizela                                |
| 2014      | Santa Eulália                                        | 1–1 (1–2 prol.)                                      | Merelinense                                          | Campo do Montinho, Caldelas (Guimarães)                  |
| 2015      | Torcatense                                           | 4–1                                                  | FC Amares                                            | Campo dos Moinhos Novos, Póvoa do Lanhoso                |
| 2016      | Merelinense                                          | 1–0                                                  | GD Joane*                                            | Estádio do Passal, Ribeirão, Famalicão                   |
| 2017      | Arões                                                | 2–0                                                  | Esposende                                            | Estádio dos Barreiros, Joane                             |
| 2018      | Maria da Fonte                                       | 3–1                                                  | Joane                                                | Estádio municipal de Fafe, Fafe                          |
| 2019      | Berço                                                | 1–0 a.p.                                             | Pevidém SC                                           | Pista de Atletismo Gémeos Castro, Guimarães              |
| 2020 2021 | Edições não realizadas devido à Pandemia de COVID-19 | Edições não realizadas devido à Pandemia de COVID-19 | Edições não realizadas devido à Pandemia de COVID-19 | Edições não realizadas devido à Pandemia de COVID-19     |
| 2022      | Duminense/CJP II                                     | 2–0                                                  | Brito                                                | Campo Municipal de Santa Eulália, Santa Eulália (Vizela) |
| 2023      | Ribeirão                                             | 1–2                                                  | Santa Maria                                          | Parque Desp. de Ronfe, Ronfe                             |

Notas:* - Finalista vencido da Taça